# Biccari (stolica tytularna)
Biccari (łac. Dioecesis Biccarensis) – stolica historycznej diecezji w Italii istniejącej na przełomie XI i XII wieku.
Współczesne miasto Biccari znajduje się w prowincji Foggia we Włoszech, w Apulii. Obecnie katolickie biskupstwo tytularne ustanowione w 2004 przez papieża Jana Pawła II.

## Biskupi tytularni
| Lp. | Biskup             | Funkcja                                     | Od          | Do               |
| --- | ------------------ | ------------------------------------------- | ----------- | ---------------- |
| 1   | Michele Di Ruberto | sekretarz Kongregacji Spraw Kanonizacyjnych | 5 maja 2007 | 26 kwietnia 2025 |